# اندیس سرب و مس دارستان
سرب و مس دارستان یک اندیس فلزی است که در حوالی شهر معلمان استان سمنان قرار دارد و مادهٔ معدنی موجود در آن، سرب و مس است.  